# جورج مارتنز (فارس)
جورج مارتنز (بالإنجليزية: George Martens)‏ هو فارس أمريكي، ولد في 23 سبتمبر 1958.